# Gerichtsbezirk Urfahr
Der Gerichtsbezirk Urfahr ist ein dem Bezirksgericht Urfahr unterstehender Gerichtsbezirk in den politischen Bezirken Urfahr-Umgebung und Linz (Bundesland Oberösterreich) mit 115.720 Einwohnern (Stand: 1. Jänner 2020).

## Geschichte
Der Gerichtsbezirk Urfahr wurde am 4. Juli 1850 gemeinsam mit 46 anderen Gerichtsbezirken in Oberösterreich durch einen Erlass des k. k. Oberlandesgerichtes Linz geschaffen. Er umfasste ursprünglich die 23 Steuergemeinden Altenberg, Engerwitzdorf, Gallneukirchen, Hellmonsödt, Holzwiesen, Katzbach, Katzgraben, Kirchschlag, Klendorf, Lachstadt, Lichtenberg, Niederkulm, Oberbayring, Oberndorf, Pelmberg, Pöstlingberg, Pröselsdorf, Pulgarn, Ridl, Sonnberg, Steinbach, Steyregg und Urfahr.
Zunächst trug der Gerichtsbezirk den Namen „Linz III. Sektion“; noch 1850 wurde der Name in „Urfahr bei Linz“ geändert.
Der Gerichtsbezirk bildete im Zuge der Trennung der politischen von der judikativen Verwaltung
ab 1868 gemeinsam mit den Gerichtsbezirken Linz, Ottensheim, Enns und Sankt Florian den Bezirk Linz.
1903 wurde der Gerichtsbezirk Urfahr vom Bezirk Linz abgetrennt und gemeinsam mit dem Gerichtsbezirk Ottensheim und dem vom Bezirk Freistadt abgetrennten Gerichtsbezirk Leonfelden dem neu gebildeten Bezirk Urfahr zugewiesen, wobei die Bezirkshauptmannschaft am 1. Oktober 1903 ihre Arbeit aufnahm.
Trotz der Eingemeindung von Urfahr und Pöstlingberg nach Linz 1915 sowie von St. Magdalena 1938 blieben die neuen Linzer Stadtteile Teil des Gerichtsbezirks Urfahr. Nach der Machtübernahme der Nationalsozialisten wurde der Bezirk Urfahr-Umgebung aufgelöst und der Gerichtsbezirk Urfahr dem neu gebildeten Verwaltungsbezirk Linz (später Landkreis Linz) angeschlossen.
Der Gerichtsbezirk Urfahr wurde nach dem Zweiten Weltkrieg 1958 ebenso wie die Gerichtsbezirke Ottensheim und Sankt Florian aufgelöst. An die Stelle des Gerichtsbezirkes Urfahr trat in der Folge der Gerichtsbezirk Urfahr-Umgebung.
Diesem wurden per Verordnung 1958 die Gemeinden des heutigen Gerichtssprengels zugewiesen. Der Gerichtssprengel umfasste danach das Gebiet der ehemaligen Gerichtsbezirke Urfahr (ohne die nördlich der Donau liegenden, zu Linz eingemeindeten Stadtteile Urfahr und St. Magdalena).
1960 wurde aus dem Gerichtsbezirk Urfahr-Umgebung und dem Gerichtsbezirk Leonfelden der Bezirk Urfahr-Umgebung wiedererrichtet.
2013 wurde der Gerichtsbezirk wieder in „Urfahr“ umbenannt und die Linzer Stadtteile nördlich der Donau (Urfahr, Pöstlingberg und St. Magdalena) dem Gerichtsbezirk zugeordnet.

## Gerichtssprengel
Der Gerichtsbezirk Urfahr besteht aus den Gemeinden Alberndorf in der Riedmark, Altenberg bei Linz, Eidenberg, Engerwitzdorf, Feldkirchen an der Donau, Gallneukirchen, Goldwörth, Gramastetten, Hellmonsödt, Herzogsdorf, Kirchschlag bei Linz, Lichtenberg, Ottensheim, Puchenau, Sankt Gotthard im Mühlkreis, Sonnberg im Mühlkreis, Steyregg und Walding sowie aus den Linzer Katastralgemeinden Urfahr, Katzbach (entspricht St. Magdalena mit Dornach-Auhof) und Pöstlingberg.
Am 1. Jänner 2020 waren im Gerichtsbezirk 115.720 Einwohner mit Hauptwohnsitz gemeldet.